# Pallavolo ai XII Giochi del Mediterraneo
La pallavolo ai XII Giochi del Mediterraneo si è giocata durante la XII edizione dei Giochi del Mediterraneo, che si è svolta in Linguadoca-Rossiglione, in Francia, nel 1993: in questa edizione si è svolto sia il torneo maschile che quello femminile e la vittoria finale alla nazionale di pallavolo maschile della Francia e alla nazionale di pallavolo femminile della Croazia.